# NGC 5170
NGC 5170 is een spiraalvormig sterrenstelsel in het sterrenbeeld Maagd. Het hemelobject werd op 7 februari 1785 ontdekt door de Duits-Britse astronoom William Herschel.

## Synoniemen
- MCG -3-34-84
- IRAS 13271-1742
- UGCA 360
- PGC 47394
- ESO 576-65
- FGC 1626
- PGC 47396